# Mistrzostwa Azji U-17 w piłce nożnej 2006
XII Mistrzostwa Azji U-17 w piłce nożnej odbyły się w dniach 3 września – 17 września w Singapurze, któremu przyznano organizację imprezy w lipcu 2000. Mistrzami Azji zostali Japończycy, którzy w finale pokonali zawodników z Korei Północnej po dogrywce. Tadżykistan zajął trzecie miejsce po zwycięstwie nad Syrią.
MVP tego turnieju został japoński zawodnik Yōichirō Kakitani.

## Kwalifikacje
Drużyny biorące udział w eliminacjach reprezentowały 37 narodowych związków piłkarskie. Kwalifikacje imprezy rozpoczęły się w listopadzie 2005 i grudniu tego samego roku (z wyjątkiem grupy I w której rozpoczęły się one w lutym roku następnego) i wyłoniły 31 finalistów. Po raz pierwszy w historii Mistrzostw Azji U-17 zwycięzca poprzednich finałów – Chińska Republika Ludowa – nie otrzymał automatycznie miejsca w kolejnych finałach. (po turnieju powrócono do poprzedniego systemu i do mistrzostw w roku 2008 mistrz, wicemistrz i zdobywca trzeciego miejsca będą mieli zapewniony awans) Singapur jako gospodarz nie musiał uczestniczyć w eliminacjach.
Zakwalifikowało się 16 a nie 15 drużyn lecz reprezentacja Laosu została zdyskwalifikowana za oszustwa w mistrzostwach U-13.
Kwalifikacje rozgrywane były następującym sposobem: Każda grupa rozgrywała swoje mecze w jednym i tym samym kraju.

### Grupa A (wJordanii)
| Drużyna   | Pkt | Mecze | Wygrane | Remisy | Porażki | Bramki Strzelone | Bramki Stracone |
| --------- | --- | ----- | ------- | ------ | ------- | ---------------- | --------------- |
| Irak      | 6   | 2     | 2       | 0      | 0       | 4                | 0               |
| Jordania  | 3   | 2     | 1       | 0      | 1       | 2                | 1               |
| Palestyna | 0   | 2     | 0       | 0      | 2       | 0                | 5               |

Mecze:
13 grudnia:
 Irak -  Palestyna 3:0 (2:0)
(Ammar Jabbair 17', 90+1', Mustafa Abdulamir 45+1')
15 grudnia:
 Palestyna -  Jordania 0:2 (0:1)
(Jazid Qaddoura 28', 83')
17 grudnia:
 Jordania -  Irak 0:1 (0:0)
(Haider Ajlain 77')

### Grupa B (wKatarze)
| Drużyna | Pkt | Mecze | Wygrane | Remisy | Porażki | Bramki Strzelone | Bramki Stracone |
| ------- | --- | ----- | ------- | ------ | ------- | ---------------- | --------------- |
| Jemen   | 6   | 2     | 2       | 0      | 0       | 6                | 3               |
| Katar   | 3   | 2     | 1       | 0      | 1       | 2                | 3               |
| Bahrajn | 0   | 2     | 0       | 0      | 2       | 4                | 6               |

Mecze:
13 grudnia:
 Katar -  Jemen 0:2 (0:1)
(Muaadh Al Ameri 26', Rian Haikl 56')
15 listopada:
 Jemen -  Bahrajn 4:3 (2:2)
(Rafat Sultan 12', Muaadh Al Ameri 33', Faisal Balbahaith 55', Rian Haikl 90' - Mohamed Ajaj 35', Fahad Showaiter 45', 71')
17 listopada:
 Bahrajn -  Katar 1:2 (0:0)
(Hesham Al Merri 47' - Yousuf Al Muazin 83', Saoud Al Abdulla 87')

### Grupa C (wOmanie)
| Drużyna          | Pkt | Mecze | Wygrane | Remisy | Porażki | Bramki Strzelone | Bramki Stracone |
| ---------------- | --- | ----- | ------- | ------ | ------- | ---------------- | --------------- |
| Arabia Saudyjska | 6   | 2     | 2       | 0      | 0       | 8                | 1               |
| Oman             | 3   | 2     | 1       | 0      | 1       | 5                | 5               |
| Liban            | 0   | 2     | 0       | 0      | 2       | 2                | 9               |

Mecze:
13 grudnia:
 Oman -  Liban 5:1 (3:1)
(Waleed Al Saadi 11', Muhib Al Noobi 23', Hussain Al Hadhri 26', 67', Amer Al Shatari 62' - Kamel Serhan 17')
15 listopada:
 Liban -  Arabia Saudyjska 1:4 (1:2)
Kassem Mannaa 22' - Fahad Al Dossari 15', 65', Yahya Dagriri 38', Raqi Fallatah 63']
17 listopada:
 Arabia Saudyjska -  Oman 4:0 (2:0)
(Fahad Al Dossari 5', Raaid Al Swaileh 9', Fahad Al Selami 75', Yahia Al Shehri 81')

### Grupa D (wSyrii)
| Drużyna                      | Pkt | Mecze | Wygrane | Remisy | Porażki | Bramki Strzelone | Bramki Stracone |
| ---------------------------- | --- | ----- | ------- | ------ | ------- | ---------------- | --------------- |
| Syria                        | 4   | 2     | 1       | 1      | 0       | 2                | 0               |
| Zjednoczone Emiraty Arabskie | 3   | 2     | 1       | 0      | 1       | 2                | 2               |
| Kuwejt                       | 1   | 2     | 0       | 1      | 1       | 0                | 2               |

Mecze:
13 listopada:
 Kuwejt -  Syria 0:0 (0:0)
(Waleed Al Saadi 11', Muhib Al Noobi 23', Hussain Al Hadhri 26', 67', Amer Al Shatari 62' - Kamel Serhan 17')
15 listopada:
 Syria -  Zjednoczone Emiraty Arabskie 2:0 (0:0)
(Ahmmad Kalasi 48', Mohd Darwish Midou 80')
17 listopada:
 Zjednoczone Emiraty Arabskie -  Kuwejt 2:0 (2:0)
(Ahmed Al Junaibi) 20', Tejab Al Musabi 27')

### Grupa E (Dom/Wyjazd)
Ta grupa podobnie jak inne grupy: H oraz K, funkcjonowała w systemie meczów wyjazdowych, działo się właśnie tak, dlatego że gdyby mecze rozgrywano tylko w jednym kraju to wszystko mogłoby zostać posądzone o stronniczość.
| Drużyna    | Pkt | Mecze | Wygrane | Remisy | Porażki | Bramki Strzelone | Bramki Stracone |
| ---------- | --- | ----- | ------- | ------ | ------- | ---------------- | --------------- |
| Bangladesz | 3   | 2     | 1       | 0      | 1       | 3                | 1               |
| Sri Lanka  | 3   | 2     | 1       | 0      | 1       | 1                | 3               |

Mecze:
21 listopada:
 Bangladesz -  Sri Lanka 3:0 (3:0)
(Tawdihul Sabuz Alam 12', Shaikh Rana Kabir 17', Mohd Zohorul Islam 30')
25 listopada:
 Sri Lanka -  Bangladesz 1:0 (0:0)
(Dewinda Bandara 75')

### Grupa F (wNepalu)
| Drużyna    | Pkt | Mecze | Wygrane | Remisy | Porażki | Bramki Strzelone | Bramki Stracone |
| ---------- | --- | ----- | ------- | ------ | ------- | ---------------- | --------------- |
| Nepal      | 6   | 2     | 2       | 0      | 0       | 4                | 1               |
| Uzbekistan | 3   | 2     | 1       | 0      | 1       | 2                | 2               |
| Kirgistan  | 0   | 2     | 0       | 0      | 2       | 1                | 4               |

Mecze:
13 listopada:
 Uzbekistan -  Kirgistan 2:0 (0:0)
(Dostonkhon Abdurakhmonow 75', Alisher Azizow 89')
15 listopada:
 Kirgistan -  Nepal 1:2 (0:1)
(Anton Zemlianuhin 49' - Chetan Ghimire 21', 84')
17 listopada:
 Nepal -  Uzbekistan 2:0 (0:0)
(Ranjit Shrestha 72', Chetan Ghimire 90+3')

### Grupa G (wIndiach)
| Drużyna     | Pkt | Mecze | Wygrane | Remisy | Porażki | Bramki Strzelone | Bramki Stracone |
| ----------- | --- | ----- | ------- | ------ | ------- | ---------------- | --------------- |
| Tadżykistan | 6   | 2     | 2       | 0      | 0       | 4                | 2               |
| Indie       | 3   | 2     | 1       | 0      | 1       | 11               | 3               |
| Pakistan    | 0   | 2     | 0       | 1      | 1       | 0                | 10              |

Mecze:
13 listopada:
 Indie -  Pakistanu 9:0 (8:0)
(Lallamzuala 6', Khangembamthoi Singh 10', 28', 29', 44',
Mohammed Moazzam 13', Malswamdangliana 17', 78', Mintu Boro 55')
15 listopada:
 Pakistan -  Tadżykistan 0:1 (0:0)
(Ulugbek Karaew 78')
17 listopada:
 Tadżykistan -  Indie 3:2 (3:0)
(Ulugbek Karaew 28', 43', Samad Shohzukhorow 33' - Arjun Tudu 74', Khangembamthoi Singh 80')

### Grupa H (Dom/Wyjazd)
Ta grupa podobnie jak inne grupy: E oraz K, funkcjonowała w systemie meczów wyjazdowych, działo się właśnie tak, dlatego że gdyby mecze rozgrywano tylko w jednym kraju to wszystko mogłoby zostać posądzone o stronniczość.
| Drużyna      | Pkt | Mecze | Wygrane | Remisy | Porażki | Bramki Strzelone | Bramki Stracone |
| ------------ | --- | ----- | ------- | ------ | ------- | ---------------- | --------------- |
| Iran         | 6   | 2     | 2       | 0      | 0       | 10               | 2               |
| Turkmenistan | 0   | 2     | 0       | 0      | 2       | 2                | 10              |

Mecze:
13 listopada:
 Iran -  Turkmenistanu 5:0 (1:0)
(Hadi Azizi 33', 71', Mehdi Daghagheleh 83', 85', Hamidreza Asgari 90')
17 listopada:
 Turkmenistan -  Iran 2:5 (1:1)
(Arsianmyrat Amanow 9', 61' - Ehsan Hajysafi 28', 54', Hadi Azizi 63', 88', Nader Houshyar 80')

### Grupa I (wLaosie)
| Drużyna   | Pkt | Mecze | Wygrane | Remisy | Porażki | Bramki Strzelone | Bramki Stracone |
| --------- | --- | ----- | ------- | ------ | ------- | ---------------- | --------------- |
| Laos      | 4   | 2     | 1       | 1      | 0       | 5                | 0               |
| Australia | 4   | 2     | 1       | 1      | 0       | 3                | 1               |
| Indonezja | 0   | 2     | 0       | 0      | 2       | 1                | 8               |

Mecze:
7 lutego 2006:
 Laos -  Australia 0:0 (0:0)
9 lutego:
 Australia -  Indonezja 1:2 (1:0)
(Rocco Visconte 38', Apostolos Giannou 61', James Brown 68' - Ben Bronneberg 70' (sam))
17 listopada:
 Laos -  Indonezja 5:0 (3:0)
(Syvilay Phatthana 12', 66', Souliyavong Paseutsack 26', Khensisana Bounpone 35', 60')

### Grupa J (wTajlandii)
| Drużyna      | Pkt | Mecze | Wygrane | Remisy | Porażki | Bramki Strzelone | Bramki Stracone |
| ------------ | --- | ----- | ------- | ------ | ------- | ---------------- | --------------- |
| Mjanma       | 4   | 2     | 1       | 0      | 0       | 13               | 1               |
| Tajlandia(*) | 4   | 2     | 0       | 0      | 1       | 11               | 1               |
| Malediwy     | 0   | 0     | 0       | 0      | 2       | 0                | 22              |

Mecze:
13 listopada:
 Tajlandia -  Malediwy 10:0 (3:0)
(Kroekrit Thawikan 3', 89', Praweenwat Boonyong 38', Seeket Madputeh 44', Attapong Nooprom 47', 76', Natthawut Thook-arom 50', Thanakon Daengthong 62', Premvut Wongdee 72', Natthaphon Banmairuroi 77')
15 listopada:
 Malediwy -  Mjanma 12:0 (2:0)
Pyaye Phyo Oo 13', 33', 58', 68', 71', Tin Win Aung 26', Aung Kyaw Myo 50', 61', Zin Myo Aung 64', 82', 86', 90)
17 listopada:
 Mjanma -  Tajlandia 1:1 (3:0)
(Aung Kyaw Moe 78' - Rapeepetch Vitthunrattayut 83' (karny))
UWAGI:Tajlandia zakwalifikowała się do baraży o finały.

### Grupa K (Dom/Wyjazd)
Ta grupa podobnie jak inne grupy: E oraz H, funkcjonowała w systemie meczów wyjazdowych, działo się właśnie tak, dlatego że gdyby mecze rozgrywano tylko w jednym kraju to wszystko mogłoby zostać posądzone o stronniczość.
| Drużyna | Pkt | Mecze | Wygrane | Remisy | Porażki | Bramki Strzelone | Bramki Stracone |
| ------- | --- | ----- | ------- | ------ | ------- | ---------------- | --------------- |
| Wietnam | 6   | 2     | 2       | 0      | 0       | 2                | 0               |
| Malezja | 0   | 2     | 0       | 0      | 2       | 0                | 2               |

Mecze:
13 listopada:
 Malezja -  Wietnam 0:1 (0:0)
(Lê Xuân Trường 60')
17 listopada:
 Wietnam -  Malezji 1:0 (0:0)
(Hoàng Danh Ngọc 17')

### Grupa L (wKorei Południowej)
| Drużyna             | Pkt | Mecze | Wygrane | Remisy | Porażki | Bramki Strzelone | Bramki Stracone |
| ------------------- | --- | ----- | ------- | ------ | ------- | ---------------- | --------------- |
| Japonia             | 4   | 2     | 1       | 1      | 0       | 27               | 1               |
| Korea Południowa(*) | 4   | 2     | 1       | 1      | 0       | 15               | 1               |
| Makau               | 0   | 2     | 0       | 0      | 2       | 0                | 40              |

Mecze:
13 listopada:
 Korea Południowa -  Makau 14:0 (8:0)
(Ju Sung-hwan 12', 13', 14', 31', Lee Jae-beom 22', Lim Jong-eun 27', Yoon Bitgaram 33', Kim Jung-hyun 40', Lei Chi Seng 67' (sam), Bae Chun-suk 75', 86', 90', Jeon Myoung-keun 82', Gu Ja-myeong 89')
15 listopada:
 Japonia -  Makau 26:0 (9:0)
(Kota Mizunuma 5', 8', Jin Hanato 11', 16', 45', 49', 51', 65', 77', Kohei Higa 19', Lei CS 24' (sam), Manabu Saito 30', 54', 79', Lam KC 34' (sam), Kohei Hattanda 46', Kumihiro Yamaura 47', 81', 83', Masato Yamazaki 48', 63', Shohei Otsuka 60', 68', 69', 72', Hirokazu Yokoyama 76')
17 listopada:
 Korea Południowa -  Japonia 1:1 (1:0)
(Kim Jung-hyun 17' (karny) - Manabu Saito 53')
UWAGI:Korea Południowa zakwalifikowała się do baraży o finały mistrzostw.

### Grupa M (wChińskiej Republice Ludowej)
| Drużyna                  | Pkt | Mecze | Wygrane | Remisy | Porażki | Bramki Strzelone | Bramki Stracone |
| ------------------------ | --- | ----- | ------- | ------ | ------- | ---------------- | --------------- |
| Chińska Republika Ludowa | 6   | 2     | 2       | 0      | 0       | 20               | 0               |
| Chińskie Tajpej          | 3   | 2     | 1       | 0      | 1       | 2                | 10              |
| Mongolia                 | 0   | 2     | 0       | 0      | 2       | 1                | 13              |

Mecze:
13 listopada:
 Chińska Republika Ludowa -  Mongolia 11:0 (6:0)
(Gao Shengxiang 3', Wang Yunlong 11', 29', 59', Zhang Hao 26', 32', 35', 51', 64', Ma Long 87', 89')
15 listopada:
 Chińskie Tajpej -  Mongolia 2:1 (0:1)
(Tumenjargal Tsedenbal 11' - Pai Chih-hung 52', Lin Fang-tsan 85')
17 listopada:
 Chińska Republika Ludowa -  Chińskie Tajpej 9:0 (3:0)
(Wang Yunlong 22', 36', 76', 77', Zhang Hao 30', 60', Wang Jiayu 41', Guo Yuantong 66', 82')

### Grupa N (wKorei Północnej)
| Drużyna        | Pkt | Mecze | Wygrane | Remisy | Porażki | Bramki Strzelone | Bramki Stracone |
| -------------- | --- | ----- | ------- | ------ | ------- | ---------------- | --------------- |
| Korea Północna | 6   | 2     | 2       | 0      | 0       | 21               | 2               |
| Hongkong       | 1   | 2     | 0       | 1      | 0       | 2                | 6               |
| Guam           | 1   | 2     | 0       | 1      | 1       | 4                | 19              |

Mecze:
13 listopada:
 Korea Północna -  Guam 17:2 (4:1)
(Kim Kwang-chun 16', Ra Sang-chol 19', Rim Chol 41', 53', 70', 80', Jong Il-ju 44', 52', Myong Cha-hyon 56', 63', 63', 75', 85', Francis Chargualae 62' (sam.), Han Jin 72', Han Song 73', Kim Kwang-hyok 86' - Eric Sotto 20', 59']
15 listopada:
 Guam -  Hongkong 2:2 (0:1)
(Eric Sotto 62', Ian Mariano 65' - Lam Ngai Tong 45', Tsang Chi Hau 87')
17 listopada:
 Hongkong -  Korea Północna 0:4 (0:2)
(Nyong Sha-hjon 10', Han Song 25', Goa Zhen 48' (sam.), Jong Il-ju 72')

### Baraże (wKuala Lumpur)
Korea Południowa -  Tajlandia 1:0 (0:0)
(Kim Jung-hyun 90+3')

## Finały

### Uczestnicy Finałów
- Japonia
- Jemen
- Korea Północna
- Chiny
- Bangladesz
- Korea Południowa
- Tadżykistan
- Nepal
- Arabia Saudyjska
- Birma
- Singapur - gospodarz.
- Syria
- Wietnam
- Iran
- Laos - wykluczony.

### Grupa A
| Drużyna          | Pkt | Miejsce | Wygrane | Remisy | Porażki | Bramki Strzelone | Bramki Stracone |
| ---------------- | --- | ------- | ------- | ------ | ------- | ---------------- | --------------- |
| Japonia          | 7   | 3       | 2       | 1      | 0       | 10               | 3               |
| Korea Południowa | 6   | 3       | 2       | 0      | 1       | 7                | 4               |
| Singapur         | 2   | 3       | 0       | 1      | 21      | 2                | 4               |
| Nepal            | 1   | 3       | 0       | 2      | 1       | 0                | 8               |

3 września
 Korea Południowa -  Singapur 3:1
3 września
 Japonia -  Nepal 6:0
5 września
 Singapur -  Japonia 1:1
5 września
 Korea Południowa -  Nepal 2:0
7 września
 Japonia -  Korea Południowa 3:2
7 września
 Singapur -  Nepal 0:0

### Grupa B
| Drużyna     | Pkt | Miejsce | Wygrane | Remisy | Porażki | Bramki Strzelone | Bramki Stracone |
| ----------- | --- | ------- | ------- | ------ | ------- | ---------------- | --------------- |
| Tadżykistan | 9   | 3       | 3       | 0      | 0       | 7                | 4               |
| Iran        | 4   | 3       | 1       | 1      | 1       | 2                | 2               |
| Irak        | 2   | 3       | 0       | 2      | 1       | 1                | 2               |
| Jemen       | 1   | 3       | 0       | 1      | 2       | 4                | 6               |

3 września
 Iran -  Jemen 1:0
3 września
 Irak -  Tadżykistan 1:0
5 września
 Irak -  Jemen 1:1
5 września
 Tadżykistan -  Iran 2:1
7 września
 Iran -  Irak 0:0
7 września
 Jemen -  Tadżykistan 3:4

### Grupa C
| Drużyna          | Pkt | Miejsce | Wygrane | Remisy | Porażki | Bramki Strzelone | Bramki Stracone |
| ---------------- | --- | ------- | ------- | ------ | ------- | ---------------- | --------------- |
| Arabia Saudyjska | 6   | 2       | 2       | 0      | 0       | 7                | 1               |
| Korea Północna   | 3   | 2       | 1       | 0      | 1       | 7                | 4               |
| Mjanma           | 0   | 2       | 0       | 0      | 2       | 2                | 11              |
| Laos (*)         | 0   | 0       | 0       | 0      | 0       | 0                | 0               |

4 września
 Korea Północna -  Arabia Saudyjska 1:2
6 września
 Mjanma -  Korea Północna 2:6
8 września
 Mjanma -  Arabia Saudyjska 0:5
UWAGI:Laos został zdyskwalifikowany przed rozegraniem swych meczów za oszustwa w mistrzostwach do lat 13.

### Grupa D
| Drużyna                  | Pkt | Miejsce | Wygrane | Remisy | Porażki | Bramki Strzelone | Bramki Stracone |
| ------------------------ | --- | ------- | ------- | ------ | ------- | ---------------- | --------------- |
| Chińska Republika Ludowa | 7   | 3       | 2       | 1      | 0       | 9                | 3               |
| Syria                    | 6   | 3       | 2       | 0      | 1       | 9                | 1               |
| Wietnam                  | 4   | 3       | 1       | 1      | 1       | 5                | 5               |
| Bangladesz               | 0   | 3       | 0       | 0      | 3       | 0                | 14              |

4 września
 Chińska Republika Ludowa -  Syria 1:0
4 września
 Bangladesz -  Wietnamu 2:0
6 września
 Syria -  Bangladesz 7:0
6 września
 Wietnamu -  Chińska Republika Ludowa 3:3
8 września
 Chińska Republika Ludowa -  Bangladesz 5:0
8 września
 Syria -  Wietnamu 2:0

## Faza pucharowa

### Ćwierćfinały
11 września
 Japonia 1:1 (karne: 8-7)  Iran
11 września
 Tadżykistan 1:0  Korea Południowa
11 września
 Arabia Saudyjska 1:2  Syria
11 września
 Chińska Republika Ludowa 1:2  Korea Północna

### Półfinały
14 września
 Japonia 2:0  Syria
14 września
 Tadżykistan 0:3  Korea Północna

### Mecz o trzecie miejsce
17 września
 Tadżykistan 3:3 (karne: 5-4)  Syria

### Finał
17 września
 Japonia 4:2 (wynik po dogrywce, przed dogrywką 2:2)  Korea Północna